# Centwine del Wessex
Centwine (643 circa – 685 o dopo) fu re del Wessex (regno anglosassone nell'Inghilterra altomedievale) dal 676 al 685.
Nato attorno al 643, succedette ad Aescwine in quanto figlio di Cynegils e fratello di Cenwalh. Era il padre di Santa Edburga, terza badessa di Minster-in-Thanet, nel Kent, dal 716 al 751.

Vinse tre importanti battaglie contro gli abitanti della Cornovaglia, specialmente quella del 682. San Beda il Venerabile parla comunque di un periodo di divisione all'interno del regno del Wessex, di cui però si sa pochissimo. Secondo alcune fonti sarebbe morto nel 685, mentre secondo altri in quell'anno egli avrebbe solo abdicato, entrando nel clero.